# Bezirk Biecz
Bezirk Biecz – dawny powiat (Bezirk) kraju koronnego Królestwo Galicji i Lodomerii, funkcjonujący w latach 1854–1867. Siedzibą starostwa było miasto Biecz.

## Historia
Bezirk Biecz utworzono w ramach reformy uwłaszczeniowej z okresu Wiosny Ludów (1848–1849), która likwidowała jurysdykcję właściciela ziemskiego nad poddanymi. W Galicji, dominium – jako podstawowa jednostka administracyjna i filar systemu feudalnego straciło rację bytu. Konieczne stało się zatem wprowadzenie nowego systemu administracyjnego, którego zręby powstały w latach 1851–1855. Nowy trójstopniowy podział administracyjny objął 21 cyrkułów (niem. Kreise), 179 małych powiatów (niem. Bezirke) i ponad 6000 gmin (niem. Gemeinde). 
Bezirk Biecz objął obszar o wielkości 5,4 mil², zamieszkany był przez 29.400 ludzi i podzielony na 33 gminy katastralne, w tym jedno miasto (Biecz). Wszedł w skład cyrkułu jasielskiego, jako jeden z jego dziewięciu powiatów. Bezirk Biecz miał bardzo rozczłonkowany kształt; posiadał też eksklawę na obszarze Bezirku Gorlice, którą stanowiłą gmina Bieśnik. 1 maja 1860 zniesiono cyrkuł jasielski, przez co Bezirk Biecz włączono do cyrkułu sądeckiego.
Po nadaniu Galicji autonomii oraz powołaniu samorządu gminnego i powiatowego w 1865 zlikwidowano cyrkuły (Kreise). Dotychczasowe małe powiaty (Bezirke) w liczbie 179, utrzymały się do 1867 roku, kiedy to w następstwie kolejnej reformy administracyjnej (23 stycznia 1867) zostały zastąpione przez 74 większe powiaty. Obszar zniesionego Bezirk Biecz wszedł wtedy w skład nowych powiatów gorlickiego i jasielskiego (vide podział w tabeli poniżej). 19 czerwca 1867 gminy Siedliska i Zborowice przeniesiono z powiatu gorlickiego do powiatu grybowskiego. 1 sierpnia 1878 gminy Głęboka i Olszyny przeniesiono z powiatu jasielskiego do powiatu gorlickiego, a gminę Jodłówka (z Kozłówkami i Nosalową) z powiatu jasielskiego do powiatu tarnowskiego. Powiat grybowski zniesiono 1 kwietnia 1932, a gminy Siedliska i Zborowice włączono do powiatu gorlickiego, po czym gminę Zborowice przeniesiono jeszcze 23 lipca 1934 do powiatu tarnowskiego.

## Podział administracyjny (1854)
| Lp. | Gmina jednostkowa                | Powierzchnia | Ludność | Powiat w 1867 po zniesieniu |
| --- | -------------------------------- | ------------ | ------- | --------------------------- |
| 1   | Biecz (M) z Belną                | 2607         | 2335    | gorlicki                    |
| 2   | Harklowa                         | 1114         | 785     | jasielski                   |
| 3   | Korczyna                         | 597          | 172     | gorlicki                    |
| 4   | Pagorzyna                        | 872          | 370     | gorlicki                    |
| 5   | Bednarka                         | 2686         | 758     | gorlicki                    |
| 6   | Strzeszyn                        | 1600         | 1117    | gorlicki                    |
| 7   | Wójtowa                          | 2000         | 1016    | gorlicki                    |
| 8   | Załawie                          | 306          | 22      | gorlicki                    |
| 9   | Lipinki                          | 2365         | 1115    | gorlicki                    |
| 10  | Rozdziele                        | 1273         | 546     | gorlicki                    |
| 11  | Biesna                           | 837          | 451     | gorlicki                    |
| 12  | Głęboka                          | 435          | 280     | jasielski                   |
| 13  | Kwiatonowice                     | 664          | 453     | gorlicki                    |
| 14  | Kołkówka                         | 445          | 209     | gorlicki                    |
| 15  | Libusza                          | 2207         | 1094    | gorlicki                    |
| 16  | Kryg                             | 1241         | 707     | gorlicki                    |
| 17  | Binarowa                         | 2322         | 1284    | gorlicki                    |
| 18  | Bieśnik                          | 539          | 313     | gorlicki                    |
| 19  | Moszczenica                      | 3870         | 2401    | gorlicki                    |
| 20  | Rozembark                        | 2503         | 1522    | gorlicki                    |
| 21  | Racławice z Bugajem              | 867          | 1522    | gorlicki                    |
| 22  | Rzepiennik Suchy                 | 1079         | 796     | gorlicki                    |
| 23  | Rzepiennik Biskupi               | 2041         | 1250    | gorlicki                    |
| 24  | Rzepiennik Strzyżewski           | 2096         | 1269    | gorlicki                    |
| 25  | Mszanka                          | 1013         | 711     | gorlicki                    |
| 26  | Rzepiennik Marciszewski          | 2050         | 726     | gorlicki                    |
| 27  | Jodłówka z Kozłówkami i Nosalową | 2377         | 1545    | jasielski                   |
| 28  | Olszyny                          | 3270         | 1888    | jasielski                   |
| 29  | Siedliska                        | 1211         | 728     | gorlicki                    |
| 30  | Sietnica                         | 1108         | 579     | gorlicki                    |
| 31  | Staszkówka                       | 1941         | 921     | gorlicki                    |
| 32  | Turza                            | 1475         | 875     | gorlicki                    |
| 33  | Zborowice                        | 1530         | 766     | gorlicki                    |

Objaśnienie:
(M) = miasto; (m) = miasteczko